# Cuenca de las Agujas
La cuenca de las Agujas es una cuenca oceánica que se encuentra en el extremo suroeste del océano Índico. Su nombre viene del punto más meridional de África, que es el cabo Agulhas o Agujas.34°49′43.39″S 20°00′09.15″E / -34.8287194, 20.0025417, pues se encuentra justo frente a este cabo. Su profundidad máxima es la de 5.742 metros.